# Phrynobatrachus nanus
Phrynobatrachus nanus är en groddjursart som först beskrevs av Ahl 1925.  Phrynobatrachus nanus ingår i släktet Phrynobatrachus och familjen Phrynobatrachidae. IUCN kategoriserar arten globalt som otillräckligt studerad. Inga underarter finns listade i Catalogue of Life.